# Evergreen
För andra betydelser, se Evergreen (olika betydelser).
En evergreen (även örhänge) är ett stycke populärmusik som behåller sin popularitet under mycket lång tid. Det är egentligen engelska och betyder vintergrön växt. Ordagrant betyder det "ständigt grön".